# Helen Berman

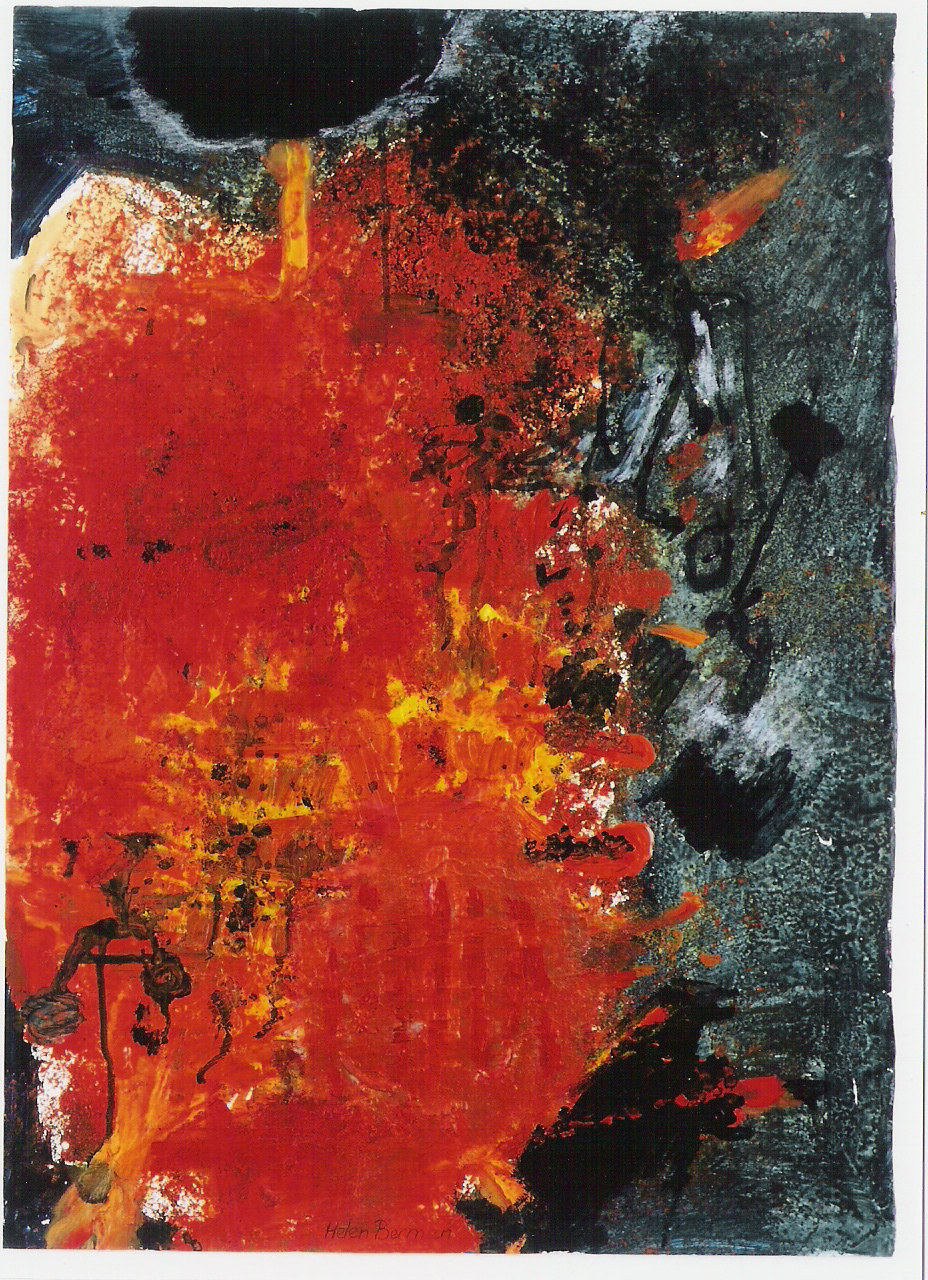
Figuur (1995)

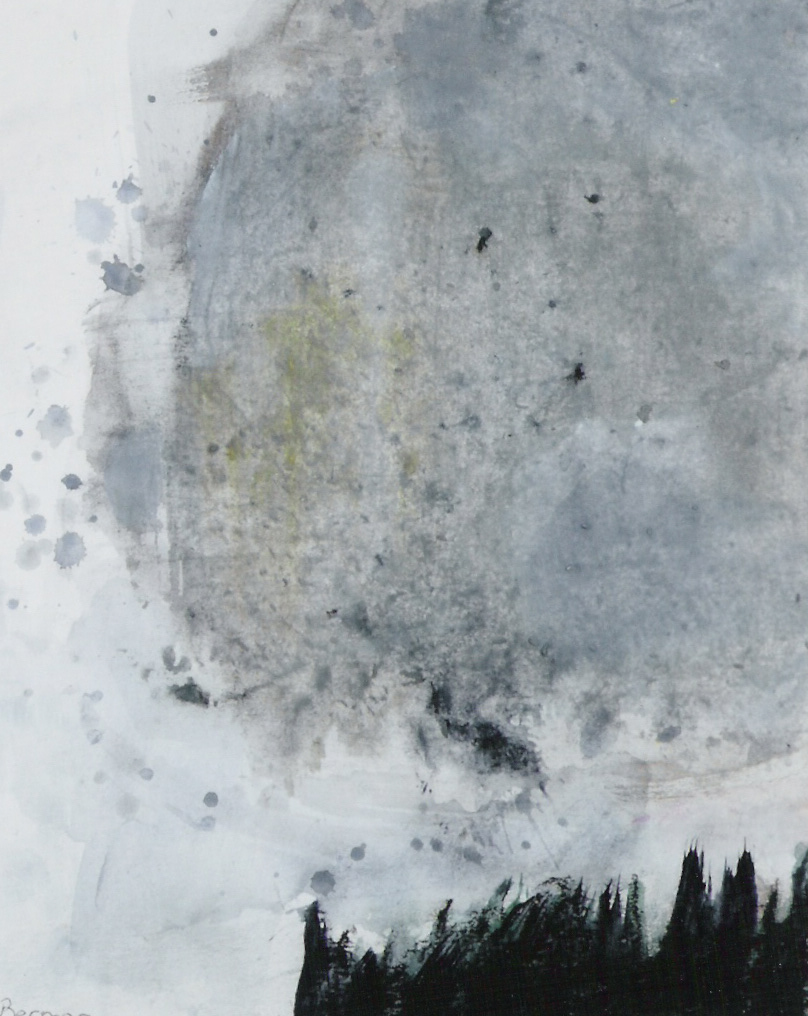
Grijze zon (1997)

Helen Berman, geboren als Hélène Julia Cohen, (Amsterdam, 6 april 1936) is een Nederlands-Israëlisch kunstschilder. Haar werken, in onder meer realistisch impressionisme en lyrisch-abstract expressionisme, werden tentoongesteld in Israël, Duitsland en Nederland.

## Levensloop
Helen Berman overleefde als jong meisje de Holocaust. Zij studeerde textiele vormgeving aan de Academie voor Industriële Vormgeving in Eindhoven. Tijdens haar studie nam zij extracurriculaire cursussen in de beeldende kunsten bij Kees Bol en Jan Gregoor. Na haar afstuderen in 1960 ontwierp zij textiel voor verscheidene firma's. Sommige van haar ontwerpen werden prijzen toegekend en publicaties in professionele tijdschriften.
Gedurende de jaren 1970, studeerde Berman schilderen en tekenen bij Thierry Veltman. In 1978 emigreerde zij naar Israël, waar zij haar stijl verder verfijnde. Tijdens een decenniumlange woonperiode in Jaffa werd zij deel van de plaatselijke kunstenaarsgemeenschap en lid van de Vereniging van Israëlische Schilders en Beeldhouwers. Sinds 1998 schildert en exposeert zij vanuit haar studio in Tel Mond.

## Solotentoonstellingen
- 1983 Itzik's Galerie, Beër Sjeva, Israël
- 1990 Galerie Amalia Arbel, Rishon LeZion, Israël
- 1996 Zaritsky Kunstenaarshuis, Tel Aviv, Israël
- 1997 Huize Schwing, Kunstenaarskwartier van Jaffa, Israël
- 2000 Elah Centrum, Pninat Ayalon, Tel Aviv, Israël
- 2003 Zaritsky Kunstenaarshuis, Tel Aviv, Israël
- 2004 Galerie Re-Lai-S, Baden-Baden, Duitsland
- 2006 Residenz Bären, Baden-Baden, Duitsland
- 2008 Elah Centrum, Pninat Ayalon, Tel Aviv, Israël
- 2009 Sharonlandschappen, Zaritsky Kunstenaarshuis, Tel Aviv, Israël
- 2012 Sharonlandschappen, Kunstgalerie Tova Osman, Tel Aviv, Israël

## Groepstentoonstellingen
- 1972 De Schoof, Hendrik-Ido-Ambacht, Nederland
- 1979 Jeugdkunstcentrum, Beër Sjeva, Israël
- 1983 Technologie, Stadhuis, Beër Sjeva, Israël
- 1989 Laat de dieren leven, Galerie 13 1/2, Jaffa, Tel Aviv, Israël
- 1990 Nieuwe gezichten, Zaritsky Kunstenaarshuis, Tel Aviv, Israël
- 1998 Feestelijke vruchten, Cultureel Centrum, Tel Mond, Israël
- 2003 Genesis, Cultuurgebouw, Or Akiva, Israël
- 2004 Nederlandse dagen, Castra Kunstcentrum, Haifa, Israël
- 2007 Open Park, Zaritsky Kunstenaarshuis, Tel Aviv, Israel

### Boeken
- (en) (he)  Mordechai Geldman, Helen Berman: Sharon landscapes, Israël, 2009
- (nl)  Debby Petter, Ik ben er nog: het verhaal van mijn moeder Hélène Egger, Uitgeverij Thomas Rap, Amsterdam, 2009, ISBN 978-90-6005-786-5
- (en)  James Keeffe III, Two Gold Coins and a Prayer: The Epic Journey of a World War II Bomber Pilot and POW, Appel Publishing, Fall City, 2010, ISBN 978-0-9843600-0-0

### Artikelen
- (he)  Nachum Sneh, Blik terug en vooruit in de expositie van een uit Nederland geëmigreerde schilderes, Kol Hanegev, 27 mei 1983
- (he)  Shula Frumer, Een optimistische knipoog, Bamakom, 16 november 1990
- (nl)  Avraham de Vries, Helen Berman exposeert lyrisch-abstract expressionisme, Aleh, jrg. 61, afl. 1, p. 50, april 2003
- (nl)  Anny Israëls en Juup Sobelman, Helen Berman: Nofei Hasharon, Aleh, jrg. 67, afl. 3, p. 39, mei 2009
- (en)  Fall City man’s book leads to WWII reunion[dode link], Valley Record, 23 augustus 2011
- (en)  Author’s work reunites former POW with Holocaust survivor[dode link], SnoValley Star, 24 augustus 2011
- (nl)  Thierry Veltman, Een distel waarvan ik ben gaan houden, Aleh, jrg. 69, afl. 4, p. 46, september 2011
- (en)  Tiffany Jansen, Novel reunites WWII vet with his past, ???, p. 19, oktober 2011

- Information Center for Israeli Art: 272140
- International Standard Name Identifier: 0000 0004 2337 7492
- Library of Congress Control Number: no2013125638
- Nationale Bibliotheek van Israël: 987007525031005171
- Virtual International Authority File: 305857062
- WorldCat: E39PBJvt79BYXTt4jxMVHGyyBP